# Ricardo Arredondo
Ricardo Arredondo (* 26. Mai 1949 in Apatzingán de la Constitución, Michoacán, Mexiko; † 20. September 1991) war ein mexikanischer Boxer im Superfedergewicht und Weltmeister.

## Karriere
Am 4. März 1971 trat er gegen Hiroshi Kobayashi um die WBA-Weltmeisterschaft an und scheiterte einstimmig nach Punkten über 15 Runden. Am 10. Oktober desselben Jahres boxte er gegen Yoshiaki Numata um die WBC-Weltmeisterschaft und gewann durch klassischen K. o. in Runde 10. Diesen Titel verteidigte er insgesamt viermal in Folge, und zwar gegen Jose Isaac Marin, William Martinez, Susumu Okabe und Apollo Yoshio.
Im Mai und im Juli des Jahres 1973 musste er zwei Punktniederlagen hinnehmen. In diesen Kämpfen stand der Titel allerdings nicht auf dem Spiel, weshalb er ihn behielt. Im November desselben Jahres verteidigte er gegen Morito Kashiwaba den Gürtel zum letzten Mal, denn im März des darauffolgenden Jahres nahm ihm Kuniaki Shibata durch einen Punktsieg diesen Titel ab.